# 長尾三郎 (作家)
長尾 三郎（ながお さぶろう、1938年 - 2006年）は、日本のノンフィクション作家。

## 生涯
福島県生まれ。福島県立福島高等学校を経て、早稲田大学第一文学部演劇科中退。
大学在学中より著述業に入る。講談社系の週刊誌『女性自身』『週刊現代』等で記者として活動。当時の経験については、後に『週刊誌血風録』（2004年）にまとめられている。
1985年、加藤保男の評伝『エベレストに死す』が第7回講談社ノンフィクション賞の候補作に挙げられる。1986年、植村直己の評伝『マッキンリーに死す』で第8回講談社ノンフィクション賞を受賞。
2006年、がんのために死去。

## 主要な著書
- 『若者は叛逆する 純粋戦後派世代の思想と行動』（明文社、1969年）
- 『団塊世代まかり通る!! 日本を動かすミドルパワー』（グリーンアロー出版社、1983年）
- 『エベレストに死す 天才クライマー加藤保男の栄光と悲惨』（講談社、1984年）
  - 『エベレストに死す 天才クライマー加藤保男』（講談社〔講談社文庫〕、1987年）
- 『マッキンリーに死す 植村直己の栄光と修羅』（講談社、1986年）
  - 『マッキンリーに死す 植村直己の栄光と修羅』（講談社〔講談社文庫〕、1989年）
- 『二つの墓標 逆転の軌跡』（講談社、1988年）
  - 改題『鎮魂 企業幹部自殺』（徳間書店〔徳間文庫〕、1996年）
- 『生き仏になった落ちこぼれ 酒井雄哉大阿闍梨の二千日回峰行』（講談社、1988年）
  - 『生き仏になった落ちこぼれ』（講談社〔講談社文庫〕、1992年）
- 『精鋭たちの挽歌 「運命のエベレスト」1983年10月8日』（山と渓谷社、1989年）
  - 『精鋭たちの挽歌 運命のエベレスト1983年10月8日』（山と渓谷社〔ヤマケイ文庫〕、2013年）
- 『飛天の夢 古寺再興』（朝日新聞社、1990年）
  - 改題・文庫化『古寺再興 現代の名工・西岡常一棟梁』（講談社〔講談社文庫〕、1995年）
- 『氷海からの生還』（講談社、1987年）
  - 『氷海からの生還』（講談社〔講談社文庫〕、1990年）
- 『日本人の魂を彫る 「夢の王国」をもとめた松久朋琳・宗琳の心の遍歴』（講談社、1990年）
  - 改題・文庫化『魂を彫る 鑿に賭けた大仏師父子の「心の王国」』（講談社〔講談社文庫〕、1996年）
- 『植村直己 大自然にいどむ』（講談社〔講談社火の鳥伝記文庫〕、1990年）
- 『対決 大老vs.開国商人』（講談社、1992年）
- 『神宮の森の伝説 六〇年秋早慶六連戦』（文藝春秋、1992年）
  - 『神宮の森の伝説 六〇年秋、早慶六連戦』（文藝春秋〔文春文庫〕、2004年）
- 『娑婆に還った生き仏 酒井雄哉大阿闍梨の加持行脚』（講談社、1993年）
- 『虚構地獄 寺山修司』（講談社、1997年）
  - 『虚構地獄 寺山修司』（講談社〔講談社文庫〕、2002年）
- 『人は50歳で何をしていたか』（講談社、2000年）
  - 改題『人は50歳で何をなすべきか』（講談社〔講談社文庫〕、2003年）
- 『激しすぎる夢 「鉄の男」と呼ばれた登山家・小西政継の生涯』（山と渓谷社、2001年）
- 『忘己利他』上下（講談社、2002年）
- 『無酸素登頂8000m14座への挑戦 スーパークライマー小西浩文の愛と墓標』（講談社、2003年）
- 『週刊誌血風録』（講談社〔講談社文庫〕、2004年）

### 共著・編著
- 上温湯隆/著、長尾三郎/編『サハラに死す 上温湯隆の一生』（講談社〔講談社文庫〕、1987年）
  - 上温湯隆/著、長尾三郎/構成『サハラに死す 上温湯隆の一生』（山と溪谷社〔ヤマケイ文庫〕、2013年）